# Viñedo Viva
Viñedo Viva är en ort i Mexiko.   Den ligger i kommunen Caborca och delstaten Sonora, i den nordvästra delen av landet, 1 800 km nordväst om huvudstaden Mexico City. Viñedo Viva ligger 221 meter över havet och antalet invånare är 557.
Terrängen runt Viñedo Viva är platt. Runt Viñedo Viva är det mycket glesbefolkat, med 6 invånare per kvadratkilometer. Närmaste större samhälle är Heroica Caborca, 15,7 km öster om Viñedo Viva. Omgivningarna runt Viñedo Viva är i huvudsak ett öppet busklandskap.